# リトル・ジョーII

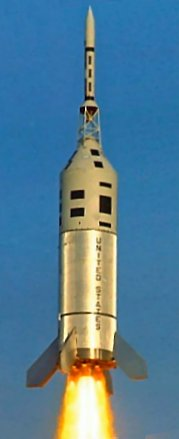
飛行中のリトル・ジョーIIロケット

リトル・ジョーII (Little Joe II) は、アメリカ合衆国のアポロ計画において、司令船の降下装置と緊急脱出用ロケットの性能を試験するために開発された固体燃料ロケットである。1963年8月から1966年1月にかけて、ニュー・メキシコ州ホワイトサンズ・ミサイル実験場で5回に分けて実験が行われた。またこれと並行して、緊急脱出用ロケットそのものの発射実験も2回行われた（アポロPAT-1、アポロPAT-2）。
なお、これの前身となるリトル・ジョーロケットとは、マーキュリー宇宙船の緊急脱出用ロケットの実験で用いられたものであった。

## 背景
この実験は、当初はケープ・カナベラル空軍基地で行われるはずであった。しかしながら、より重要な実験のために発射台はすべてふさがっていたため、代替施設として選ばれたのが、かつてレッドストーンミサイルの発射実験が行われたことのあるホワイトサンズ・ミサイル実験場の第36発射施設であった。
実験はテキサス州ヒューストンの有人宇宙飛行センター（現ジョンソン宇宙センター）の指揮の元に、ロケットの開発を担当したジェネラル・ダイナミクス社およびコンベア社と、宇宙船の開発を担当したノースアメリカン・ロックウェル社が協力して行われた。ホワイトサンズ基地はレーダーやカメラによる追跡、データの収集などに必要なあらゆる施設を提供し、安全管理や指揮伝達系統などをサポートした。

## 機体の開発
緊急時に飛行士を安全に脱出させるためのシステムの開発は、アポロ計画の初期の段階から行われていた。ロケットは、既存のものの中には実験目的に適合する機種は存在しなかったため、新たに開発されることになった。製作は1962年8月に始まり、最後のチェックが終わったのは1963年7月であった。

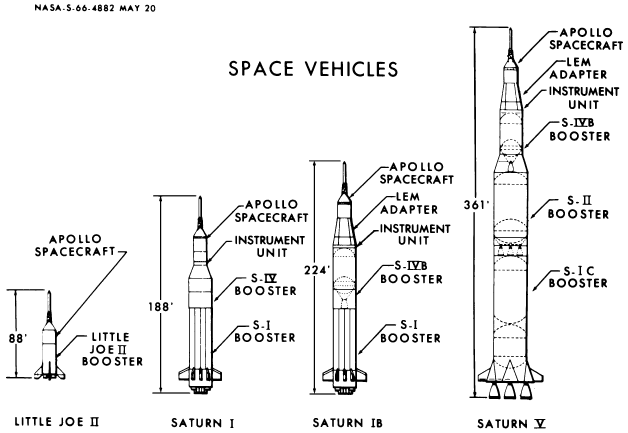
同縮尺で描いた、アポロ計画で使用された4種類のロケット、リトル・ジョーII、サターンI、サターンIB、サターンV

機体の直径はアポロ宇宙船の司令船に、全長はアルゴル (Algol) 固体燃料ロケットに、それぞれ適合するように設計されていた。飛行中の姿勢を安定させるために、底部には翼が取り付けられた。ロケットは二段式で、1段目、2段目とも出力465kNのアルゴル・ロケットを搭載し、燃焼時間はそれぞれ40秒であった。離陸時の推力を補うために、小型補助ロケットとして出力167kNのリクルート（Recruit）固体燃料ロケットが搭載されることもあった。
また人間が乗り込むミッションでなはないため、部品は他のロケットのものを流用したり、点検作業は可能な限り省略するなどして、徹底的なコスト削減が行われた。
リトル・ジョーIIはおよそ満足な結果を収めたが、大きな失敗が2回あった。第1回の実験 (QTV) では自爆装置が誤って設定されていたために、地上からの司令が伝わらずロケットが自爆しなかった。4回目の実験 (A-003) では電子機器のエラーにより尾翼が誤った位置に固定されてしまったため、発射から2.5秒後に制御不能になった。それらの事故を除けば、実験はほぼ成功したと言ってよい。

### 名前の由来
前身のリトル・ジョーには、X軸、Y軸方向に、2個ずつ対称にロケットが取り付けられていた。これが、2のゾロ目（Little Joe）に見えたことによる。

### 諸元
| 項目                     | 第1回 （アポロQTV） | 第2回 （アポロA-001） | 第3回 （アポロA-002） | 第4回 （アポロA-003） | 第5回 （アポロA-004） |
| ------------------------ | ------------------- | --------------------- | --------------------- | --------------------- | --------------------- |
| 総重量                   | 25,930 kg           | 26,281 kg             | 42,788 kg             | 80,372 kg             | 63,381 kg             |
| 搭載物重量               | 10,988 kg           | 11,492 kg             | 12,561 kg             | 12,626 kg             | 14,717 kg             |
| 本体重量                 | 14,942 kg           | 14,785 kg             | 29,320 kg             | 67,745 kg             | 48,623 kg             |
| 推力                     | 49 kN               | 49 kN                 | 1,600 kN              | 1,395 kN              | 1,766 kN              |
| 翼（固定/操縦）          | 固                  | 固                    | 操                    | 操                    | 操                    |
| 第1段Recruitロケット基数 | 6基                 | 6基                   | 4基                   | 0基                   | 5基                   |
| 第1段Algolロケット基数   | 1基                 | 1基                   | 2基                   | 3基                   | 2基                   |
| 第2段Algolロケット基数   | 0基                 | 0基                   | 0基                   | 3基                   | 2基                   |